# Meet Me in St. Louis
Meet Me in St. Louis (en España, Cita en San Luis; en Hispanoamérica, La rueda de la Fortuna) es una película musical estadounidense de 1944 dirigida por Vincente Minnelli y con actuación de Judy Garland, Margaret O'Brien y Mary Astor.
Basada en la novela homónima de 1942, escrita por Sally Benson, que fue publicada originalmente por partes en la revista The New Yorker con el título 5135 Kensington, la película narra la historia de una familia que vive en San Luis en el momento de la Feria Mundial de San Luis en 1904.
Tuvo 4 candidaturas al premios Óscar en las categorías de mejor guion, mejor fotografía, mejor orquestación de una película musical y mejor canción original (Ralph Blane y Hugh Martin por "The Trolley Song"). Margaret O'Brien recibió un Premio Juvenil de la Academia por su trabajo en varias películas, incluido Meet Me in St. Louis, ese año.
En 1994, la película fue considerada «cultural, histórica y estéticamente significativa» por la Biblioteca del Congreso de Estados Unidos y seleccionada para su preservación en el National Film Registry. En 2006 fue incluida en el 10.º puesto en la lista de los mejores musicales del cine estadounidense por el American Film Institute.

## Argumento

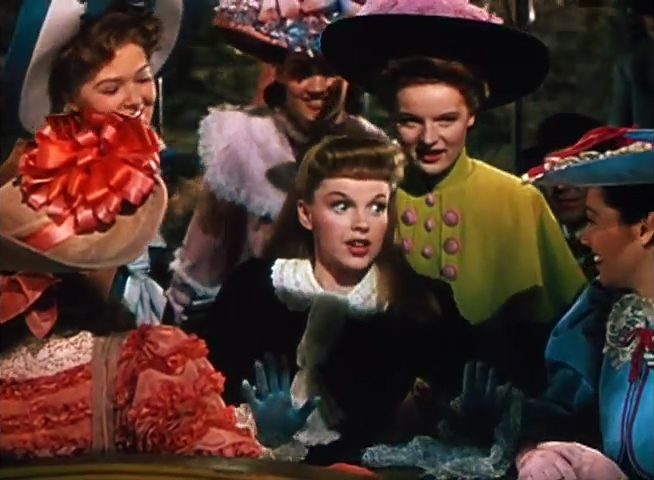
Garland interpretando la canción "The Trolley Song" en la película.

En el verano de 1903 la familia Smith disfruta de una cómoda vida de clase media-alta en San Luis. El padre Alonzo Smith (León Ames) y su mujer Anna (Mary Astor) tienen cuatro hijas: Rose (Lucille Bremer), Esther (Judy Garland), Agnes (Joan Carroll) y Tootie (Margaret O'Brien); y un hijo, Lon Jr. (Henry H. Daniels, Jr). Esther, la segundogénita, está enamorada de su vecino John Truett (Tom Drake), pero él no le presta atención. Rose, la hermana mayor, está esperando una llamada de Nueva York, en la que espera ser pedida para casarse por Warren Sheffield (Robert Sully).
Esther finalmente consigue conocer a John cuando es invitado a una fiesta en casa de los Smith, pero sus oportunidades de seducirlo no van como ella planea, ya que cuando todos los invitados se han ido, ella le pide que le ayude a apagar las lámparas de gas, y ella espera que él la bese, pero lo único que hace el muchacho cuando se despiden dándose la mano es decirle que "tiene un apretón de manos bastante fuerte para ser una chica".
Esther espera encontrarse con John otra vez al viernes siguiente en un tranvía que va a las afueras de la ciudad a ver la construcción de la feria. Esther se entristece ya que el tranvía sale sin que John se haya subido, pero se alegra al verlo venir corriendo y alcanzarlo.
En Halloween, Tottie, la hermana pequeña, resulta herida y culpa a John de que la atacó. Esther, sin comprobar si lo que su hermana está diciendo es cierto, va en busca de John y le regaña enfurecidamente. Cuando regresa a casa, Tottsie confiesa que John en realidad estaba intentando defenderlas de la policía ya que ellas habían cometido una travesura. Al oír esto, Esther va de nuevo en busca de John a disculparse, y se dan su primer beso.
Mr. Smith anuncia a su familia que por negocios van a mudarse próximamente a Nueva York. La familia está muy disgustada con la noticia, en especial, Rose y Esther, cuyos romances quedarían terminados si se mudan.
El día de Navidad tiene lugar un elegante baile. Esther está triste porque John no puede asistir al baile debido a que dejó su esmoquin en el sastre y ahora no puede conseguir otro; finalmente su abuelo (Harry Davenport) se ofrece para llevarla al baile. Allí ella rellena una carta de baile de Lucille, una chica que ella piensa que es rival de Rose, así que le asigna los chicos más raros de la fiesta; pero en realidad Lucille está enamorada de otro, y Esther termina bailando con estos "chicos raros" hasta que es rescatada por su abuelo. Aparece John, que ha conseguido un esmoquin. y la pareja baila felizmente; John le pide en matrimonio y ella acepta.
Esther regresa a casa para encontrar a Tootsie molesta porque no quiere mudarse a Nueva York. Esther le canta la canción "Have Yourself A Merry Little Christmas" para consolarla. Sin embargo, Tootsie se enoja más y sale a destrozar los muñecos de nieve que crearon. El padre la ve y se da cuenta de que nadie de su familia quiere mudarse, así que cambia de opinión y decide continuar en San Luis, aunque gane menos dinero.
La película termina cuando la familia (incluidos John, Lucille y Warren) se van a visitar la Exposición Universal de San Luis y quedan asombrados ante su belleza.

## Reparto
- Judy Garland como Esther Smith
- Tom Drake como John Truett

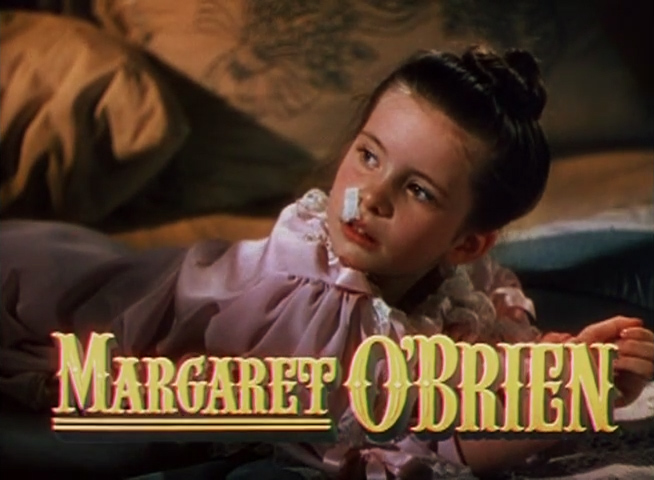
La actriz Margaret O'Brien ganó un Premio Juvenil de la Academia por su trabajo en 1944.

- Mary Astor como la Anna Smith, la madre
- León Ames como el Alonzo Smith, el padre
- Lucille Bremer como Rose Smith, la hija mayor
- Joan Carroll como Agnes Smith
- Henry H. Daniels Jr. como Alonzo "Lon" Smith Jr.
- Margaret O'Brien como "Tootie" Smith, la hija menor
- Harry Davenport como el abuelo
- Marjorie Main como Katie, la camarera
- June Lockhart como Lucille Ballard
- Hugh Marlowe como el coronel Darly
- Chill Wills como el Sr. Neely

## Música
Las canciones más conocidas del filme son: Have Yourself A Merry Little Christmas, The Boy Next Door, The Trolley Song y Under the Bamboo Tree, además de Skip To My Lou, que es una canción del siglo XIX. Están interpretadas por Judy Garland, acompañada en algunas por Margaret O'Brien.